# Matchbox Twenty
Matchbox Twenty är ett amerikanskt pop/rockband från Orlando i Florida som bestod av fem medlemmar: Rob Thomas (sång och piano), Kyle Cook (gitarr, bakgrundssång), Adam Gaynor (gitarr, bakgrundssång), Brian Yale (basgitarr) och Paul Doucette (trummor).
Matchbox Twenty röstades fram som The Best New Band ("Bästa nya band") 1997 av tidningen Rolling Stones läsare. Bandet har sålt över 30 miljoner album över hela världen. Deras mest framgångsrika låtar är "Unwell", "Bright Lights" och "Disease".

## Album
Matchbox Twenty har släppt fyra musikalbum samt en EP. Det första albumet hette Yourself Or Someone Like You och kom ut 1996. 2000 kom det andra albumet, Mad Season, med singeln "Bent" som toppade Billboard Hot 100-listan 22 juli 2000. Låten toppade dessutom Adult Top 40, Adult Alternative Songs och Mainstream Top 40. 2003 kom More Than You Think You Are. Mad Season skiljer sig från de två andra eftersom många av låtarna använder blåsinstrument och skiljer sig i stilen. 2007 kom Exile on Mainstream, som delvis innehåller låtar från de tidigare albumen.

## Historia
Rob Thomas, Brain Yale och Paul Doucette spelade ursprungligen i ett band som hette Tabitha's Secret. Thomas skrev sin första sång, 3AM, när han var femton, och hoppade av Tabitha's Secret för att skapa Matchbox Twenty 1996 tillsammans med de andra medlemmarna.
I oktober 2001 tog bandet en paus. Under den tiden skrev Thomas låtar till bland andra Willie Nelson, Mick Jagger, Carlos Santana och Marc Anthony. Cook spelade med ett annat band, The New Left, och Doucette och Gaynor skrev och spelade in egna låtar.
I juni 2002 började bandet att skriva låtar till det tredje albumet, More Than You Think You Are.
2005 lämnade Gaynor bandet. Thomas har sedan dess släppt ett par singlar och ett album, och Cook har med bandet The New Left släppt ett EP-album i juli 2006.
I oktober 2007 släpptes bandets fjärde album, Exile on Mainstream, som utöver singeln "How Far We've Come" innehåller fem andra nya låtar samt elva av bandets tidigare låtar.

## Medlemmar
Nuvarande medlemmar
- Rob Thomas – sång, gitarr, keyboard, piano (1995– )
- Brian Yale – basgitarr, bakgrundssång (1995– )
- Paul Doucette – trummor, percussion, bakgrundssång (1995– ), akustisk gitarr, elektrisk gitarr, keyboard (2004– )
- Kyle Cook – sologitarr, sång, mandolin, banjo (1995–2016, 2017– )

Nuvarande turnerande medlemmar
- Matt Beck – keyboard, gitarr, bakgrundssång, mandolin, percussion (1999– )
- Stacy Jones – trummor, percussion, akustisk gitarr (2012– )

Tidigare medlemmar
- Adam Gaynor – rytmgitarr, sologitarr, bakgrundssång (1995–2005)

Tidigare turnerande medlemmar
- Joey Huffman – keyboard, gitarr (1998)
- Ryan MacMillan – trummor, percussion (2007–2010)

## Diskografi
Studioalbum
- Yourself or Someone Like You (1996)
- Mad Season (2000)
- More Than You Think You Are (2002)
- North (2012)

Singlar (topp 20 på Billboard Hot 100)
- "Bent" (2000, #1)
- "If You're Gone" (2000, #5)
- "Unwell" (2003, #5)
- "How Far We've Come" (2007, #11)